# Ff
Ff, ff, ﬀ — диграф и лигатура в латинице, использовавшиеся в среднеанглийском и староиспанском языках.

## В английском

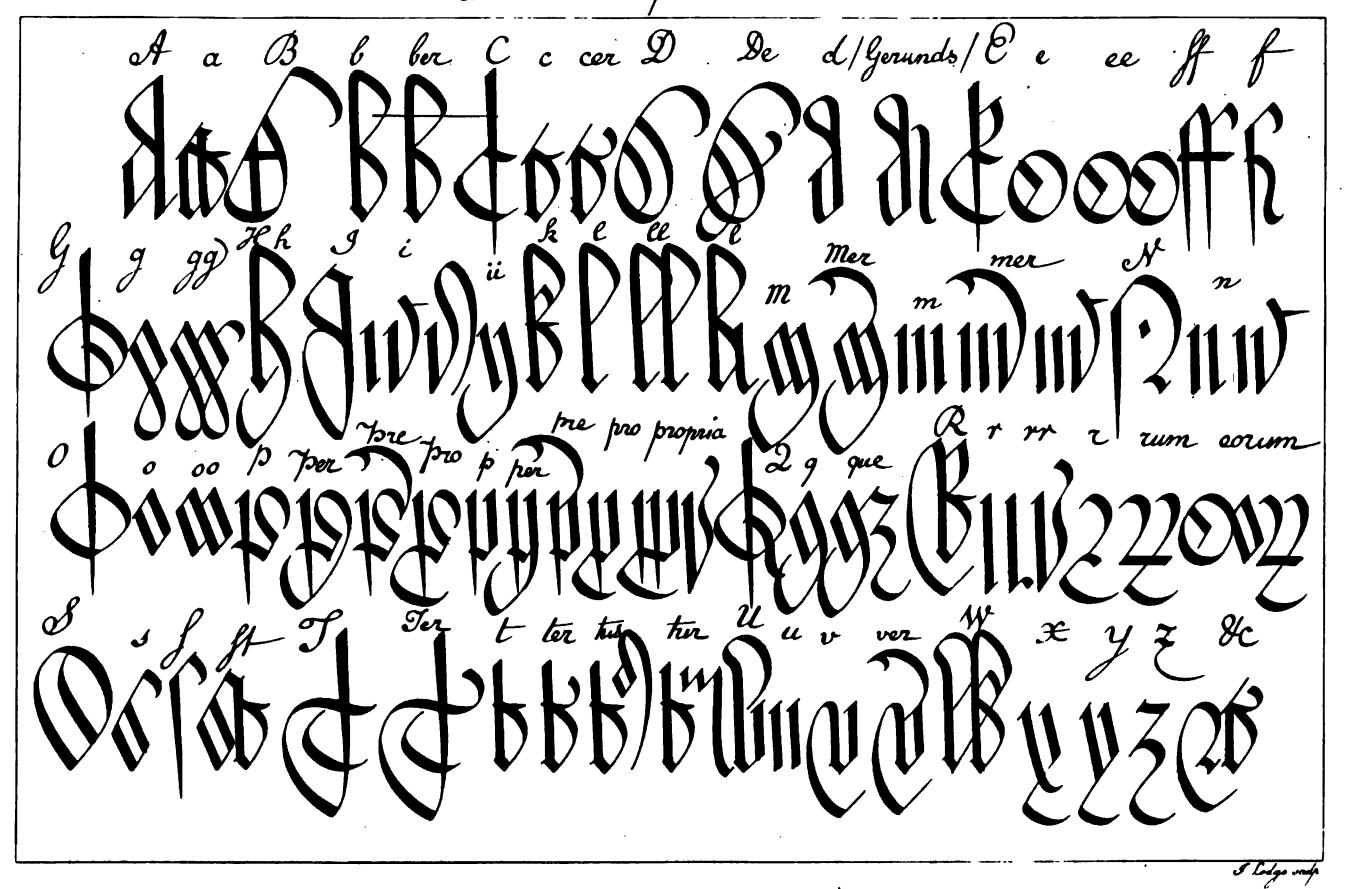
Ранненовоанглийский алфавит почерка Court hand, ff используется в качестве заглавной F

Диграф ff в начале слова является аномальной особенностью нескольких имён собственных в английском языке и пишется строчными буквами. В этом контексте он не имеет фонетических отличий от F и объясняется неправильной интерпретацией палеографии, так как в некоторых традиционных стилях рукописного письма ff и представлял собой написание заглавной буквы F.
Марк Энтони Лоуэр в своей книге Patronymica Brittanica (1860) назвал такое написание «аффектацией» (англ. affectation). Он утверждал, что оно появилось из-за «глупой ошибки, относящейся к написанию ff в старых рукописях, которое обозначало не удвоенную f, а просто заглавную f». Позже в XIX веке палеограф Эдвард Маунд Томпсон писал из Британского музея:
В английском юридическом почерке Средневековья нет заглавной буквы F. Для обозначения заглавной буквы использовалась двойная буква f (ff). При расшифровке следует писать F, а не ff; например, Fiske, а не ffiske.
Оригинальный текст (англ.)The English legal handwriting of the Middle Ages has no capital F. A double f (ff) was used to represent the capital letter. In transcribing, I should write F, not ff; e. g. Fiske, not ffiske.

Замена рукописной ff в начале слова на F в настоящее время является научным соглашением.
Сохраняется использование ff в таких именах, как Чарльз Фоулкс (англ. Charles ffoulkes) и Ричард Френч-Констант (англ. Richard ffrench-Constant). ff в начале слов в валлийском написании заимствованных имён собственных приписывается ff как части обычной валлийской орфографии. Упоминая Тревора Дэвенпорта-Фоулкса (англ. Trevor Davenport-Ffoulkes), Генри Луис Менкен в приложении к The American Language пишет, что «Ff в начале слова иногда пишется как ff, но это ошибка». Дэвид Кристал приводит как имена собственные валлийского происхождения, такие как Ffion (здесь одиночная F в валлийской фонетике звучала бы как английское v), так имена английского происхождения, такие как Ffoulkes.

## В испанском
Утверждалось, что диграф ff в начале слова использовался в письменном испанском языке около 1500 года для обозначения фонетической разницы между звуком f и придыхательным h. Можно заметить, что она прочно вошла в испанскую орфографию в XIII веке. Фактическое произношение со временем менялось, и придыхание было отброшено с момента, когда Мадрид стал столицей Испании (1561). Соглашение о написании ff в начале слова отставало от современной фонетики, предоставляя способ отслеживания произношений уже после того, как они устарели.

## Другие языки
Как упоминалось ранее, диграф ff используется в валлийском языке. Он обозначает звук [f], в то время как обычная f — [v].
В версии 1907 года транскрипции журнала Anthropos лигатура ﬀ обозначала звук [ɸ] (по аналогии с w, обозначающей соответствующий звонкий звук, [β]); вместо неё могла использоваться f̯; в более поздних версиях транскрипции была заменена на ꞙ.